# Municipio de Belle Prairie (Nebraska)
El municipio de Belle Prairie (en inglés: Belle Prairie Township) es un municipio ubicado en el condado de Fillmore en el estado estadounidense de Nebraska. En el año 2010 tenía una población de 117 habitantes y una densidad poblacional de 1,26 personas por km².

## Geografía
El municipio de Belle Prairie se encuentra ubicado en las coordenadas 40°23′39″N 97°32′22″O / 40.39417, -97.53944. Según la Oficina del Censo de los Estados Unidos, el municipio tiene una superficie total de 93.1 km², de la cual 93,1 km² corresponden a tierra firme y (0 %) 0 km² es agua.

## Demografía
Según el censo de 2010, había 117 personas residiendo en el municipio de Belle Prairie. La densidad de población era de 1,26 hab./km². De los 117 habitantes, el municipio de Belle Prairie estaba compuesto por el 97,44 % blancos, el 1,71 % eran de otras razas y el 0,85 % eran de una mezcla de razas. Del total de la población el 1,71 % eran hispanos o latinos de cualquier raza.